# 沙底乡
沙底乡是中国陕西省渭南市大荔县下辖的一个乡。

## 行政区划
沙底乡下辖以下行政区：
王谦村、官东村、刘家村、官西村、沙底村、霸二村、霸一村